# Burg Schauenstein (Pölla)
Die Burg Schauenstein ist die Ruine einer Höhenburg auf 460 m ü. A. bei Pölla im Waldviertel in Niederösterreich.

## Geschichte
Im Jahr 1175 wurde erstmals ein Poppo von Schauenstein urkundlich erwähnt. Spätere Besitzer waren unter anderem die Kuenringer und Sonnberger. Im Jahr 1467 ging die Burg an Ulrich von Grafenegg, der sie an Matthias Corvinus übergab. Daraufhin wurde sie von kaiserlichen Truppen unter Kaiser Friedrich III. erobert.
Im 16. Jahrhundert wurde die Burg noch einmal erneuert. 1622 erwarben die Kuefstein die Burg und verbanden die Herrschaft Schauenstein mit der Herrschaft Greillenstein. 1645 wurde Schauenstein während des Dreißigjährigen Kriegs von den Schweden erobert, zerstört und nicht wieder aufgebaut. Erst im letzten Jahrzehnt wurden Sicherungsarbeiten durchgeführt.
Erhalten ist der fünfeckige 30 Meter hohe, besteigbare Bergfried aus dem 13. Jahrhundert, von dem man eine gute Aussicht auf das Kamptal hat, sowie der Palas.